# Pristoderus
Pristoderus is een geslacht van kevers uit de familie somberkevers (Zopheridae).

## Soorten
Deze lijst is mogelijk niet compleet.
| - P. antarcticus - P. lawsoni - P. philpotti - P. scaber - P. viridipicta |